# Ковик (река)
Ковик (англ. Kovik River, фр. Rivière Kovik, на некоторых картах встречается написание Kovic) — река в Канаде, в провинции Квебек, расположенная в зоне арктической тундры, в районе Нунавик.

## Направление течения
Река берёт своё начало из вод озера Ванасс (англ. Lake Vanasse), на расстоянии около 40 километров к югу от инуитской общины Саллуит и течёт в юго-восточном направлении, затем на юго-запад к озеру Белло (англ. Lake Belleau) и на запад к озеру Шассе (англ. Lake Chassé). Она продолжает течь в западном направлении до озера Манирак (англ. Lake Maniraq), где она принимает правый приток — реку Дервилл. После этого в неё впадает ещё один приток — Дуруврей. Затем река впадает в одноимённый залив, который, в свою очередь, является частью Гудзонова залива. Её устье примыкает к мысу Пааллик (англ. Cape Paalliq) и находится примерно в 90 километрах к северу от деревни Акуливик.

## В культуре
Эта река упоминается в трагической истории об эскимосе Оккатике. Эта легенда гласит о том, что после того, как его сын был случайно убит на охоте, Оккатик от горя сошёл с ума. Чтобы избавить Оккатика от страданий, один из его одноплеменников зарезал его.

## Притоки
- Дуруврей (англ. Durouvray River)
- Дервилл (англ. Derville River)